# Blarina krótkoogonowa
Blarina krótkoogonowa, ryjówka krótkoogoniasta (Blarina  brevicauda) – gatunek owadożernego ssaka z rodziny ryjówkowatych (Soricidae).
Jest mniejsza od ryjówka domowego (Suncus murinus). Osiąga długość 6,5–12 cm bez ogona, a jej ogon osiąga długość do 2,5 cm. Brak widocznych małżowin usznych, które są ekstremalnie małe i ukryte w sierści.
Zdobywa pożywienie paraliżując ofiarę swoją śliną, a związkiem paraliżującym jest sorycydyna, która blokuje przewodzenie impulsów nerwowych. Udowodniono, że sorycydyna ma działanie przeciwnowotworowe (blokuje kanały wapniowe, co powoduje autodestrukcję komórek raka) w przypadku raka piersi, prostaty i jajnika.
Z wyglądu przypomina kreta. Waży 30–35 g. Występuje w Ameryce Północnej.

## Podgatunki
Wyróżniono jedenaście podgatunków B. brevicauda:
- B. brevicauda aloga
- B. brevicauda angusta
- B. brevicauda brevicauda
- B. brevicauda churchi
- B. brevicauda compacta
- B. brevicauda hooperi
- B. brevicauda kirtlandi
- B. brevicauda manitobensis
- B. brevicauda pallida
- B. brevicauda talpoides
- B. brevicauda telmalestes